# Daimí Pernia
Daimí Pernía (Pinar del Río, 27 december 1976) is een atleet uit Cuba.
Op de Olympische Spelen van Sydney in 2000 liep Pernía de 400 meter horden en de 4x400 meter estafette.
Vier jaar later op de Olympische Zomerspelen 2004 liep ze de 400 meter horden.
Op de Wereldkampioenschappen atletiek 1999 werd Pernía wereldkampioen op de 400 meter horden.
- World Athletics: 14263435

1980: Bärbel Broschat ·
1983: Jekaterina Fesenko ·
1987: Sabine Busch ·
1991: Tatjana Ledovskaja ·
1993: Sally Gunnell ·
1995: Kim Batten ·
1997: Nezha Bidouane ·
1999: Daimí Pernía ·
2001: Nezha Bidouane ·
2003: Jana Pittman ·
2005: Joelia Petsjonkina ·
2007: Jana Rawlinson ·
2009: Melaine Walker ·
2011: Lashinda Demus ·
2013: Zuzana Hejnová ·
2015: Zuzana Hejnová ·
2017: Kori Carter ·
2019: Dalilah Muhammad ·
2022: Sydney McLaughlin  ·
2023: Femke Bol